# مورغان أوسيسيك
مورغان أوسيسيك-ريمير (من مواليد 15 ديسمبر 2002) هي لاعبة جمباز فني فرنسية وعضوة في منتخب فرنسا للجمباز، حائزة على الميدالية البرونزية مع الفريق في بطولة العالم للجمباز الفني 2023 وحائزة على الميدالية الفضية مع الفريق في 2018 والميدالية الفضية مع الفريق في دورة ألعاب البحر الأبيض المتوسط 2022. شاركت مورغان ضمن الفريق الفرنسي في مسابقة الفرق في بطولة أوروبا للجمباز الفني للسيدات 2024 في ريميني، إيطاليا جنبًا إلى جنب مع مارين بوير، لوريت شاربي، كولين ديفيارد، ومينغ فان إيكين وفازت مع الفريق بالميدالية البرونزية في منافسات الفرق الشامل للسيدات، ما يعتبر أول عودة لفريق الجمباز الفرنسي للسيدات لمنصة التتويج في هذه المسابقة منذ بطولة أوروبا للجمباز الفني للسيدات 2018 في غلاسكو، اسكتلندا، حيث احتل الفريق المركز الثاني. بعد ثمانية أشهر من الميدالية البرونزية العالمية وقبل المشاركة في الألعاب الأولمبية الصيفية 2024 في باريس. على المستوى الفردي احتلت مورغان المركز السابع، تنافس أيضاً في منافسات حركات الأرضية واحتلت المركز الخامس.

## نشأتها
ولدت مورغان أوسيسيكفي 15 ديسمبر 2002 في كولمار، فرنسا. لعبت رياضة الجمباز لأول مرة في عام 2004 في هاغيناو، تتدرب في المعهد الوطني للرياضة والخبرة والأداء في باريس، فرنسا. في 13 من عمرها، شاركت ضمن فئة الناشئين في بطولة الجمباز الفني للسيدات الأوروبية 2016، ساعدت الفريق الفرنسي في الوصول للمركز الخامس في حدث الفريق، على المستوى الفردي احتلت المركز السادس في الجمباز الشامل والخامس في منصة القفز.